# Kecskemét is kiállítja
A Kecskemét is kiállítja magyar népdal. Bartók Béla gyűjtötte Turán 1906-ban. A zászló alatti toborzás és a nyolc év azt jelzi, hogy a dal 1848 előtti. A dallam a Rákóczi-dallamkörhöz tartozik.
Feldolgozások:
| Szerző          | Mire                           | Mű                                  | Előadás |
| --------------- | ------------------------------ | ----------------------------------- | ------- |
| Bárdos Lajos    | három szólam                   | Kossuth toborzója                   |         |
| Karai József    | férfikar és zenekar            | Kecskeméti toborzó                  | [ 3 ]   |
| Karai József    | gyermek- vagy női kar, zongora | Kecskeméti toborzó                  |         |
| Máriássy István | zongora vagy ének és gitár     | Elindultam szép hazámból, 68. kotta |         |

## Kotta és dallam
| Kecskemét is kiállítja nyalka verbunkját, csárda elé ki is tűzi veres zászlaját. Gyertek ide fiatalok, tessék beállni, nyolc esztendő nem a világ, lehet próbálni. | Amott sétál egy kisleány nagy vidámsággal, Utána megy a rózsája nagy bátorsággal. Lassan siess, lassan sétálj kedves angyalom, Fényes kard az oldalamon ne villámoljon. | Kardomnak a markolatja nem csupa rézből, Ki van verve csillagosra sárga ezüstből. A fényes nap hogyha rásüt, szépen tündöklik, Kisangyalom ha rátekint, elszomorodik. |

## Felvételek
- A városháza harangjátéka 0'00''–0'50'' (YouTube)
- Szabó Sándor tárogató (YouTube)
- Balogh Gyula és Páli Attila (YouTube)
- saját feldolgozás (YouTube)